# Ricky Sharpe
Erica "Ricky" Sharpe es un personaje ficticio de la serie de televisión australiana Home and Away, interpretada por el actriz australiana Bonnie Sveen del 2 de abril de 2013 hasta el 7 de junio del 2016.
En agosto del 2015 se anunció que se había unido al especial "Home and Away: An Eye for An Eye" el 9 de diciembre del mismo año.

## Antecedentes
Ricky creció en Mangrove River y su familia conoce a los hermanos Braxton desde que eran pequeños. Asistió a la escuela con Heath.

## Biografía
Ricky es la hermana menor de Adam Sharpe y llega a la bahía para asistir a la fiesta de compromiso de Heath Braxton y Bianca Scott. A su llegada Heath, Darryl "Brax" Braxton y Casey están feliz de ver a una vieja amiga pero Kyle no confía en ella. 
Poco después los hermanos comienzan a tener problemas cuando Ricky intenta meterlos en problemas: la policía descubre una pistola en el cuarto de Casey y lo arresta, Heath descubre que una suma de dinero había sido transferida desde el restaurante de su familia a la cuenta de Connie Callahan la abuela de su hija y Kyle termina haciendo un trabajo ilegal para conseguir dinero luego de que Ricky le dijera que Brax tenía problemas económicos, todo esto resulta ser un plan de Adam, quien desde el inicio había mandado a su hermana a la bahía para acercarse a los hermanos Braxton y así vengarse de ellos. Brax y Ricky terminan acostándose y cuando Brax le dice que quiere intentar una relación con ella Ricky le dice que lo que pasó entre ellos fue solo cosa de una noche, poco a poco Ricky comienza a enamorarse de Brax y decide no seguir el plan de Adam, pero cuando intenta salirse Adam y un amigo secuestran a Ricky y a Tamara Kingsley la novia de Casey. 
Tamara logra escaparse pero sufre una contusión lo que ocasiona que sufra amnesia, Brax logra rescatar a Ricky pero recibe un disparo por lo que es llevado a un hospital donde Ricky lo visita y le dice que se irá de la bahía, antes de irse Ricky le pide a Natalie Davison la ex de Brax que cuide de él. ya que Brax solo confiaba en Natalie. Después de pasar unos días en el hospital Brax se recupera y poco después cuando Ricky regresa comienza una relación con Brax pero las cosas se ponen tensas para Ricky después de que Heath, Casey y Kyle le dijeran que no la querían cerca de su familia. 
Más tarde Ricky va a juicio para enfrentar los cargos por lo que le había hecho a los hermanos y Brax intenta que sus hermanos y Tamara ayuden a Ricky en el juicio, después de dar declaración Ricky le agradece a Casey por no haber dicho lo que había sucedido pero Casey molesto le dice que no lo había hecho por ella sino por su hermano y que nunca la aceptaría. Cuando Ricky se muda a la casa de los Braxton esto ocasiona que comiencen peleas entre los hermanos quienes no aceptaban a Ricky, al final Casey y Kyle deciden mudarse de la casa para no estar cerca de ella, con el paso del tiempo la perdonan y Ricky continúa su relación con Brax.
En noviembre del 2013 Ricky descubre que está esperando un bebé de Brax, cuando va a contarle a Brax (quien se encontraba en la cárcel después de haber sido encontrado culpable del asesinato de Johnny Barrett) sobre el embarazo él decide terminar la relación con ella porque no quería que Ricky sufriera, a los dos meses Ricky pierde al bebé luego de sufrir un aborto involuntario, luego comienza una breve relación con Nate Cooper, sin embargo termina con él cuando se da cuenta de que todavía estaba enamorada de Brax.
Cuando Brax sale de la cárcel luego de que se descubriera su inocencia Casey convence a Ricky de decirle la verdad a Brax y cuando ella lo hace, Brax se molesta al descubrir que toda su familia lo sabía menos él, sin embargo cuando se da cuenta de que el día en que rompió con ella, Ricky le iba a contar sobre el embarazo le pide disculpas; poco después regresan y continúan con su relación.
Más tarde Ricky descubre que está embarazada nuevamente, el 18 de mayo de 2015 Ricky da a luz a su primer bebé con Brax, a quien nombran Casey Braxton-Sharpe, en honor a su tío Casey Braxton.
A finales de abril del 2016 Ricky se casa con Nate, el 5 de mayo del mismo año durante la explosión ocurrida en el Caravn Park, los médicos le dicen a Ricky que ya no podrá tener más hijos, luego de que su útero quedara dañado. Pocos días después Ricky se da cuenta de que había cometido un error al casarse con Nate ya que seguía amando a Brax, después de solo un mes de constantes peleas y mentiras por parte de Ricky con respecto al contacto que tenía con Brax la pareja se separa y poco después se divorcia.
El 7 de junio del 2016 Ricky decide finalmente irse de la bahía con Brax y Casey.